# Cussy-en-Morvan
Cussy-en-Morvan település Franciaországban, Saône-et-Loire megyében. Lakosainak száma 355 fő (2022. január 1.). Cussy-en-Morvan Ménessaire, Gien-sur-Cure, Anost, Chissey-en-Morvan, Lucenay-l’Évêque, La Petite-Verrière és Sommant községekkel határos.

## Népesség
A település népességének változása:
| Lakosok száma | 454  | 431  | 416  | 388  | 383  | 378  | 374  | 363  | 355  |
|               | 2013 | 2015 | 2016 | 2017 | 2018 | 2019 | 2020 | 2021 | 2022 |